# 邵雅琦
邵雅琦（1996年11月28日—），中国女子击剑运动员，曾获得2018年亚洲运动会女子佩剑个人银牌、女子佩剑团体银牌和2022年亚洲运动会女子佩剑个人银牌。她也曾参加2020年夏季奥林匹克运动会。